# Koča Guido Corsi
Koča (italijansko Rifugio) Guido Corsi (1.874 m) je planinska postojanka v zahodnem delu Julijskih Alp, pod južnim ostenjem Viševe skupine.
Koča stoji na robu Gorenje Krnice, ki jo obdajajo ostenja Koštrunovih špic, Viša, in Divje Koze. Je naslednica sprva Viške koče, kasnejše Findeneggove koče, ki je bila uničena v času prve svetovne vojne 1915. Sedanje ime je dobila po italijanskemu častniku alpincu, Tržačanu Guidu Corsiju. Kočo upravlja Tržaška sekcija CAI in je odprta od 15. junija do 30. septembra.

## Dostopi
- 3h: od Nevejskega sedla, čez preval Passo degli Scalini, pot št. 625,
- 2¾h: iz doline Jezernice mimo Viške planine, pot št. 628.

## Ture
- 6½: »Anita Goitan«,
- 2½: Viš (2.666 m),
- 2¾h: Viš, čez Škrbino Zadnje špranje,
- 4-5h: Viš, čez Trbiško škrbinico, po poti A. Goitan,
- 2h: Koštrunove špice (2.502 m), po poti A. Goitan.